# Gert Duve Skovlund
Gert Duve Skovlund (født 29. oktober 1947 i Odense, død 24. november 2022) var en dansk filminstruktør, skuespiller, manuskriptforfatter og underviser i tysk og dansk.

## Udvalgt filmografi
Manuskript (spillefilm)
- 17.08.2001 At klappe med een hånd af Gert Fredholm
- 19.09.2008 En enkelt til Korsør af Gert Fredholm

Medvirkende (spillefilm)
- 17.08.2001 At klappe med een hånd af Gert Fredholm
- 29.11.2002 Halalabad Blues af Helle Ryslinge
- 19.09.2008 En enkelt til Korsør af Gert Fredholm

Manuskript (afgangsfilm)
- 1991 Auf Wiedersehen af Annette Riisager
- 1995 Grænsen af Reza Parsa

Manuskript (tv)
- 11.11.1995 Fars egen pige (Hjem til fem, afsnit 5) af Anna Kløvedal
- 08.12.1995 Landsbyen, 26. episode (Landsbyen, afsnit 26) af Anders Refn
- 16.12.1997 Sex og sandhed (Hjem til fem, afsnit 17) af Brigitte Kolerus
- 03.02.1998 Ude er godt... (Hjem til fem, afsnit 24) af Brigitte Kolerus